# M41
M41（又稱NGC 2287）是位於大犬座的一個疏散星團，它是義大利天文學家喬瓦尼·巴蒂斯塔·奧迪耶納早在1654年以前就發現的星團，而且亞里斯多德有可能在前325年就知道它的存在。

## 性質
M41幾乎就位於天狼星的正南方，相距僅僅只有4度左右，並且大犬座μ2構成一個三角形，並且使用雙筒望遠鏡可以在視野中同時看見這三個天體。這個星團涵蓋的區域大約與滿月相當
，包含百餘顆恆星，其中有幾顆是紅巨星，還有一些白矮星。最亮的一顆靠近星團的中心，視星等為6.3等，是光譜類型為K3的巨星。估計這個團正以每秒23.3公里的速度遠離地球。這個星團的直徑在25-26光年，年齡大約是1億9000萬年，但是依據星團的屬性和動態，認為這個星團的壽命大約只有5億年，而在這之前就會瓦解。
沃爾特·史考特·休斯頓用小望遠鏡描述了這個星團的外觀：

許多目視觀測者表示看見M41的恆星形成曲線。它們在照片中雖然不顯眼，但在我的10吋反射望遠鏡這些曲線卻很明顯，而且靠近星團中心的亮紅色恆星非常突出。

## 外部連結
- WikiSky上关于M41的内容：DSS2, SDSS, GALEX, IRAS, 氢α, X射线, 天文照片, 天图, 文章和图片
- Messier 41, SEDS Messier pages （页面存档备份，存于）
- NightSkyInfo.com - M41 （页面存档备份，存于）
- M41 Hires LRGB CCD Image （页面存档备份，存于）